# Kristoffer Tabori
Kristoffer Tabori, nato Christopher Donald Siegel (Malibù, 4 agosto 1952), è un attore e regista statunitense.

## Biografia
Figlio del regista Don Siegel e della attrice svedese Viveca Lindfors, Kristoffer fece la sua prima apparizione ancora bambino in uno dei film di sua madre, Weddings and Babies (1958). I suoi genitori si separarono nel 1953, e la madre sposò uno scrittore ungherese, George Tabori. Kristoffer adottò quindi il cognome del patrigno.
Kristoffer iniziò la sua carriera come attore teatrale alla fine degli anni '60 e, durante gli anni '70 e '80, è apparso in diversi film. Nel 1984 sposò l'attrice inglese Judy Geeson, dalla quale divorziò alcuni anni dopo. Durante gli anni '90 Tabori ha svolto il lavoro di regista per alcune serie televisive.
Tra i videogiocatori, Tabori è conosciuto per aver doppiato HK-47, un personaggio visto nei videogiochi Star Wars: Knights of the Old Republic e Star Wars: Knights of the Old Republic II: The Sith Lords. Tabori ha prestato la sua voce per altri prodotti legati al marchio Guerre stellari e nell'area di Battlestar Galattica.
Nel 2009 ha diretto il film Fireball.

## Filmografia parziale

### Attore
- Piccioni (The Sidelong Glances of a Pigeon Kicker), regia di John Dexter (1970)
- Giovani avvocati (The Young Lawyers) – serie TV, episodio 1x23 (1971)
- Truman Capote: la corruzione il vizio e la violenza (The Glass House), regia di Tom Gries – film TV (1972)
- Le strade di San Francisco (The Streets of San Francisco) – serie TV, episodio 4x14 (1975)
- La signora in giallo (Murder, She Wrote) – serie TV, 4 episodi (1984-1994)
- Ai confini della realtà (The Twilight Zone) – serie TV, 1 episodio (1985)
- Selvaggia ossessione (Wildly Available), regia di Michael Nolin (1998)

### Regista
- Quel complicato viaggio di Natale (Dashing Through the Snow) – film TV (2015)

## Doppiatori italiani
Nelle versioni in italiano delle opere in cui ha recitato, Kristoffer Tabori è stato doppiato da:
- Oliviero Dinelli ne La signora in giallo (ep. 1x07)
- Teo Bellia ne La signora in giallo (ep. 2x05)
- Massimo Giuliani ne La signora in giallo (ep. 5x16)
- Luciano Marchitiello ne La signora in giallo (ep. 10x13)